# Gaolesiela Salang
Gaolesiela Salang (* 12. Februar 1983 in Rakops) ist ein ehemaliger botswanischer Leichtathlet. Er ist spezialisiert auf den 400-Meter-Lauf.
Er trat bei den Olympischen Sommerspielen 2004 in Athen an. Mit den Teamkollegen Kagiso Kilego, Johnson Kubisa, California Molefe und Oganeditse Moseki lief er in der 4 × 400-m-Staffel. Das Team kam auf Platz 8.